# حزب کمونیست (مارکسیست–لنینیست) سان مارینو
حزب کمونیست (مارکسیست-لنینیست) سن مارینو (به ایتالیایی: Partito Comunista (Marxista-Leninista) di San Marino) حزبی سیاسی کمونیست در سن مارینو بود. این حزب در سال ۱۰۶۹ توسط "جنبش مارکسیست-لنینیست سن مارینو" تأسیس شد.
حزب در انتخابات مجلس ۱۹۶۹ و ۱۹۷۴ مجلس شرکت کرد ولی موفق به کسب هیچ کرسی نشد. 